# Таитянский кроншнеп
Таитя́нский кро́ншнеп (вариант: таити́йский кро́ншнеп) (лат. Numenius tahitiensis) — птица семейства бекасовых.

## Описание
Таитянский кроншнеп длиной от 40 до 44 см. При этом примерно от 7 до 9 см приходится на клюв. Размах крыльев составляет от 80 до 90 см. Масса варьирует от 350 до 550 г.
Так же как у других кроншнепов, самки несколько больше и имеют более длинный клюв. Основание характерного, вниз согнутого клюва розовое, а вершина тёмная летом. Зимой весь клюв тёмный. Во всех нарядах у птицы серые ноги, светлая бежевая нижняя сторона и светлый хвост с тёмными поперечными полосами. Верхние участки оперения тёмно-коричневые с серыми оттенками и песочного цвета крапинами. Тёмная глазная полоса отчётливо выделяется на светлом фоне. Нижняя сторона крыльев больше красно-коричневая, а верхняя сторона серо-голубая.

## Распространение
Таитянский кроншнеп гнездится в тундре Аляски около устья реки Юкон и на полуострове Сьюард. Это перелётная птица, которая осенью мигрирует через Японию к тропическим островам Океании, к таким, например, как Гавайи, Тонга, Фиджи или Французская Полинезия. При этом она преодолевает без остановки расстояние от 4000 км до 6000 км.

### В России
Единственный залёт таитянского кроншнепа отмечен Н. Б. Конюховым на Чукотском полуострове.

## Образ жизни
У таитянского кроншнепа очень необычный для кроншнепов спектр питания. Он питается, как и все кроншнепы, насекомыми, пауками, а также плодами и даже цветками. Наряду с этим он поедает ящериц, мелких млекопитающих и даже падаль, а также яйца морских птиц. Птица вскрывает скорлупу, роняя яйца на землю. Имеются также наблюдения, что птицы роняли камни на яйца.
Гнездо, в котором находится кладка из зеленоватых яиц с коричневыми крапинами, расположено в углублении на земле и набито мхом. Когда птенцам исполняется 5 недель, взрослые птицы мигрируют на юг, оставляя их до тех пор, пока они не найдут достаточно корма, чтобы самостоятельно перелететь в зимние квартиры. Птенцы остаются до 3 лет в зимних квартирах, прежде чем снова вернутся на Аляску. Исследования показали, что до 50 % таитянских кроншнепов теряют в период линьки на Гавайях свою способность к полётам, что отличает их от всех остальных ржанкообразных.

## История
Первый таитянский кроншнеп был пойман в 1769 году во время первой поездки Джеймса Кука на Таити. На этом факте основывается также научное название птицы. О местах гнездования этих птиц было не известно ещё более 150 лет, пока 12 июня 1948 года не было найдено гнездо птицы в горах, окружавших низовье реки Юкон.